# Sherone Simpson
Sherone Anmarica Simpson (ur. 12 sierpnia 1984 w Manchesterze) – jamajska sprinterka, złota medalistka igrzysk olimpijskich w Atenach w sztafecie 4 × 100 metrów, srebrna medalistka igrzysk olimpijskich w Londynie w sztafecie 4 × 100 metrów oraz srebrna medalistka igrzysk olimpijskich w Pekinie w biegu na 100 metrów (ex aequo z rodaczką Kerron Stewart).
Kontrola antydopingowa przeprowadzona w czerwcu 2013 podczas mistrzostw Jamajki wykazała u Simpson obecność niedozwolonych środków. W kwietniu 2014 zawodniczka została zdyskwalifikowana na 18 miesięcy.

## Sukcesy
| Rok  | Zawody                        | Miasto    | Miejsce | Konkurencja        | Czas               |
| ---- | ----------------------------- | --------- | ------- | ------------------ | ------------------ |
| 2002 | Mistrzostwa świata juniorów   | Kingston  |         | sztafeta 4 × 100 m | 43,40 sek.         |
| 2004 | Letnie igrzyska olimpijskie   | Ateny     |         | sztafeta 4 × 100 m | 41,73 sek.         |
| 2005 | Mistrzostwa świata            | Helsinki  |         | sztafeta 4 × 100 m | 41,99 sek.         |
| 2006 | Igrzyska Wspólnoty Narodów    | Melbourne |         | bieg na 200 m      | 22,59 sek.         |
| 2006 | Igrzyska Wspólnoty Narodów    | Melbourne |         | sztafeta 4 × 100 m | 43,10 sek.         |
| 2006 | Światowy Finał IAAF           | Stuttgart |         | bieg na 100 m      | 10,89 sek.         |
| 2006 | Światowy Finał IAAF           | Stuttgart |         | bieg na 200 m      | 22,22 sek.         |
| 2006 | Puchar świata w lekkoatletyce | Ateny     |         | bieg na 100 m      | 10,97 sek.         |
| 2008 | Letnie igrzyska olimpijskie   | Pekin     |         | bieg na 100 m      | 10,98 sek.         |
| 2012 | Letnie igrzyska olimpijskie   | Londyn    |         | sztafeta 4 × 100 m | 41,41 sek.         |
| 2015 | Igrzyska panamerykańskie      | Toronto   |         | bieg na 100 m      | 10,95 sek.         |
| 2015 | Igrzyska panamerykańskie      | Toronto   |         | sztafeta 4 × 100 m | 42,68 sek. (elim.) |
| 2015 | Mistrzostwa świata            | Pekin     |         | sztafeta 4 × 100 m | 41,07 sek. (elim.) |

## Rekordy życiowe
- bieg na 60 metrów (hala) – 7,29 (2016)
- bieg na 100 metrów – 10,82 (2006)
- bieg na 200 metrów – 22,00 (2006)
- bieg na 400 metrów – 51,25 (2008)